# Металлург (профессия)
Металлург — профессия людей, которые занимаются добычей и переработкой металлов.

## История профессии
Плавить металл люди начали за две тысячи лет до нашей эры. Первоначально они добывали цветные металлы, потом стали добывать черные металлы, постепенно получали сплавы.

## Охрана труда
Профессия металлурга является достаточно вредной. Сотрудникам, которые работают непосредственно в цеху идет «горячий стаж».

## Интересные факты
- День металлурга — третье воскресенье июля.